# Eva Pigford
Eva Marcelle Pigford, ameriška modna manekenka in igralka, * 4. december 1984, Los Angeles, Kalifornija, ZDA.
Eva Marcelle Pigford  je zmagala ameriškem resničnostnem šovu Ameriški super model (krog 3). Njene nagrade so bile, pogodba s Ford modeli, $100.000 vredna pogodba s CoverGirl kozmetiko in modno slikanje za revijo ELLE.

## Modna/igralska kariera
Eva je igrala manjšo vlogo v šestih epizodah nadaljevanke Kevin Hill, pojavila se je v epizodi nadaljevanke Nick Cannon's Wild 'N Out  Arhivirano 2007-09-30 na Wayback Machine. in igrala je tudi v filmu The Walk . Eva je igrala vodilno vlogo  v Jamie Foxxovem glasbenem videospotu.
15. novembra je Eva zapustila njeni menedžerki Benny Medina in Tyro Banks. Celo priimek si je spremenila v Marcille, kot potrdilo, njenemu vmesnemu imenu. 

## Moj model je boljši kot tvoj
Eva bo vodila BET J-jev nov resničnostni šov, »Moj model je boljši kot tvoj«. Premiera bo 1. novembra leta 2006.  Arhivirano 2006-10-28 na Wayback Machine.

## Trivialnosti
- Je prva zmagovalka Ameriškega super modela, ki je nižja od minimalne višine za manekenko 170 cm (ona je visoka 168,5 centimetrov) Arhivirano 2004-09-12 na Wayback Machine.
- Eva je hodila z igralcem Henryjem Simonsom v letu 2005. Po podatkih IMDB-ja, sta zaročena.
- Eva se je vpisala na Clark Atlanta University v Atlanti, Georgia.